# Carlos Velarde
Carlos Jorge Velarde Cabello (n. Callao, 4 de marzo de 1909 - Lima, 27 de abril de 2004) fue un administrador y político peruano.

## Biografía
Hijo de Carlos Aureo Velarde Diez-Canseco y Lucila Cabello Artieda. Nieto Manuel Velarde Seoane y bisnieto de Manuel Diez Canseco Corbacho, ambos militares y políticos.
Realizó sus estudios escolares en el Colegio Sagrados Corazones Recoleta y en el Colegio Alemán (Deutsche Schule) de la ciudad de Lima.
Realizó sus estudios universitarios en la Royal Polytechnic Institution de Londres, en la Universidad de Nueva York y en la Universidad de Columbia.
Trabajó en W. R. Grace & Co, tanto en la oficina de Perú como en la sede en Nueva York. Fue Gerente General de Pan-American Grace Airways en el Perú.
Formó parte del directorio del Banco Central de Reserva del Perú en representación del Poder Ejecutivo (1965-1968). De la misma manera, fue parte del directorio del Banco de la Nación (1966-1968).
De 1963 a 1968 fue Presidente de la Sociedad de Beneficencia Pública de Lima.
En el segundo gobierno de Fernando Belaúnde Terry fue director y presidente de AeroPerú hasta 1984.

## Ministro de Gobierno y Policía
En junio de 1968 fue designado Ministro de Gobierno y Policía por el presidente Fernando Belaúnde Terry. Ejerció el cargo hasta el 2 de octubre del mismo año.
Durante su gestión como ministro de Gobierno, reorganizó la Dirección General de Tránsito, la Policía de Investigaciones del Perú (PIP) y los servicios de correo en el Perú. 
En septiembre de 1968, debido a una agresión policial a los diputados José Navarro Grau y Rafael Velarde de los Ríos, se presentó una moción de censura contra el ministro de Gobierno en la Cámara de Diputados, la cual fue rechazada con 62 votos.
Luego del golpe de Juan Velasco Alvarado en octubre de 1968, se asiló en la Embajada de Nicaragua en Lima y obtuvo el salvoconducto para viajar a Managua. Posteriormente, residió en España.

## Reconocimientos
- Orden El Sol del Perú
- Orden al Mérito por Servicios Distinguidos